# Joyful Jukebox Music
Albums de The Jackson 5
Anthology
(1976) Boogie
(1979)
Joyful Jukebox Music est le treizième album au total des Jackson 5, sorti sous le label Motown le 26 octobre 1976. Cet album regroupe des titres inédits enregistrés par le groupe au cours des années précédentes.

## Titres
1. Joyful Jukebox Music - Tom Bee / Michael Edward Campbell - 3:14
2. Window Shopping - Clay Drayton / Tamy Smith / Pam Sawyer - 2:48
3. You're My Best Friend, My Love - Sam Brown III / Christine Yarian - 3:25
4. Love Is the Thing You Need - Fonce Mizell / Larry Mizell - 3:06
5. The Eternal Light - Mel Larson / Jerry Marcellino - 3:15
6. Pride and Joy - Marvin Gaye / Norman Whitfield / William "Mickey" Stevenson - 2:43
7. Through Thick And Thin - Jerry Marcellino / Mel Larson - 3:05
8. We're Here to Entertain You - C. O'Hara / Hal Davis / N. Garfield - 3:01
9. Make Tonight All Mine - Freddie Perren / Christine Yarian - 3:18
10. We're Gonna Change Our Style - Clay Drayton / Judy Cheeks - 2:48

## Pochette
- Photo : Finn Costello